# Tavant
Tavant – miejscowość i gmina we Francji, w Regionie Centralnym, w departamencie Indre i Loara.
Według danych na rok 1990 gminę zamieszkiwało 227 osób, a gęstość zaludnienia wynosiła 43 osoby/km² (wśród 1842 gmin Regionu Centralnego Tavant plasuje się na 913. miejscu pod względem liczby ludności, natomiast pod względem powierzchni na miejscu 1351.).